# Transitboende
Transitboende är i Sverige ett tillfälligt boende för barnfamiljer eller ensamkommande barn i väntan på asylprövning. Sådana transitboenden förekommer i så kallade ankomstkommuner, och barnen bor där innan de placeras i någon annan kommun (anvisningskommuner).
Ensamkommande barn placeras sedan de anlänt till Sverige omgående i antingen transitboenden, eller i asylboenden. De barn som placeras i asylboenden kan bo kvar om de beviljas uppehållstillstånd, medan transitboendena inte har möjlighet till att omvandla boendet till PUT-boende.